# Kokosovi otoci
Kokosovi otoci (eng. Cocos (Keeling) Islands, službeno Territory of the Cocos (Keeling) Islands) su australski vanjski teritorij u istočnom dijelu Indijskog oceana, oko 1000 kilometara od otoka Sumatre. Otočje čine osamljeni i nenaseljeni koraljni otok Sjeverni Keeling te 25 km južnije smješten je atol s 24 otoka, raspoređenih u polukrug.
Klima je tropsko oceanska s jednakomjernim temperaturama cijele godine. Na otocima nema voda tekućica, a rastu uglavnom palme.
Nenaseljene otoke otkrio je 1609. Škot William Keeling. Prvi doseljenici došli su tek 1826. i to Englezi i Malajci. Od 1955. su pod upravom australske savezne vlade; zastupa je upravitelj. Od 1979. otoci imaju unutarnju autonomiju.
Ima 635 stanovnika po popisu iz 2000. Stanovnici se uglavnom bave proizvodnjom kopre, ribarstvom i turizmom.

## Živi svijet

### Biljne vrste
1. Hernandia nymphaeifolia (C. Presl) Kubitzki
2. Cassytha filiformis L.
3. Annona reticulata L.
4. Thalassia hemprichii (Solms) Asch.
5. Syringodium isoetifolium (Asch.) Dandy
6. Thalassodendron ciliatum (Forssk.) Hartog
7. Pandanus tectorius Parkinson
8. Crinum asiaticum L. var. pedunculatum
9. Zephyranthes rosea (Spreng.) Lindl.
10. Cocos nucifera L.
11. Tradescantia spathacea Sw.
12. Fimbristylis cymosa R. Br.
13. Cyperus hyalinus Vahl
14. Cyperus javanicus Houtt.
15. Cyperus polystachyos subsp. polystachyos Rottb.
16. Cyperus stoloniferus Retz.
17. Digitaria setigera Roth
18. Eriochloa meyeriana subsp. meyeriana (Nees) Pilg.
19. Thuarea involuta (G. Forst.) R. Br. ex Sm.
20. Urochloa brizantha (A. Rich.) R. D. Webster
21. Panicum repens L.
22. Stenotaphrum micranthum (Desv.) C. E. Hubb.
23. Cenchrus ciliaris L.
24. Cenchrus echinatus L.
25. Paspalum vaginatum Sw.
26. Chrysopogon aciculatus (Retz.) Trin.
27. Ischaemum muticum L.
28. Apluda mutica L.
29. Imperata cylindrica (L.) Raeusch.
30. Sorghum bicolor (L.) Moench
31. Bothriochloa bladhii (Retz.) S. T. Blake
32. Eragrostis tenella (L.) P. Beauv. ex Roem. & Schult.
33. Sporobolus africanus (Poir.) Robyns & Tournay
34. Sporobolus fertilis (Steud.) Clayton
35. Zoysia matrella (L.) Merr.
36. Desmostachya bipinnata (L.) Stapf
37. Dactyloctenium aegyptium (L.) P. Beauv.
38. Eleusine indica (L.) Gaertn.
39. Chloris barbata (L.) Sw.
40. Lepturus repens subsp. repens (G. Forst.) R. Br.
41. Cynodon dactylon (L.) Pers.
42. Cynodon radiatus Roth ex Roem. & Schult.
43. Kalanchoe pinnata (Lam.) Pers.
44. Moeroris amara (Schumach. & Thonn.) R. W. Bouman
45. Breynia androgyna (L.) Chakrab. & N. P. Balakr.
46. Acalypha indica L.
47. Acalypha lanceolata Willd.
48. Ricinus communis L.
49. Euphorbia cyathophora Murray
50. Euphorbia hirta L.
51. Euphorbia pallens Dillwyn
52. Euphorbia prostrata Aiton
53. Turnera ulmifolia L.
54. Passiflora foetida L.
55. Calophyllum inophyllum L.
56. Rhizophora apiculata Blume
57. Senna occidentalis (L.)
58. Ticanto crista (L.) R. Clark & Gagnon
59. Leucaena leucocephala subsp. leucocephala (Lam.) de Wit
60. Vachellia farnesiana (L.) Wight & Arn.
61. Crotalaria retusa L.
62. Indigofera hirsuta L.
63. Canavalia cathartica Thouars
64. Grona triflora (L.) H. Ohashi & K. Ohashi
65. Alysicarpus vaginalis (L.) DC.
66. Erythrina variegata L.
67. Vigna marina (Burm.) Merr.
68. Macroptilium atropurpureum (DC.) Urb.
69. Sesbania cannabina (Retz.) Pers.
70. Suriana maritima L.
71. Ficus andamanica Corner
72. Ficus microcarpa L. f.
73. Ficus rumphii Blume
74. Laportea aestuans (L.) Chew
75. Casuarina equisetifolia subsp. equisetifolia L.
76. Pemphis acidula J. R. Forst. & G. Forst.
77. Terminalia catappa L.
78. Dodonaea viscosa subsp. viscosa (L.) Jacq.
79. Allophylus triphyllus (Burm. f.) Merr.
80. Triphasia trifolia (Burm. f. ) P. Wilson
81. Aglaia lawii subsp. lawii (Wight) C. J. Saldanha
82. Muntingia calabura L.
83. Triumfetta repens (Blume) Merr. & Rolfe
84. Talipariti tiliaceum (L.) Fryxell
85. Thespesia populnea (L.) Sol. ex Corrêa
86. Sida acuta Burm. f.
87. Carica papaya L.
88. Lepidium virginicum subsp. virginicum L.
89. Brassica juncea (L.) Czern.
90. Gynandropsis gynandra (L.) Briq.
91. Ximenia americana L.
92. Amaranthus retroflexus L.
93. Ouret lanata (L.) Kuntze
94. Achyranthes aspera L.
95. Sesuvium portulacastrum subsp. portulacastrum (L.) L.
96. Rivina humilis L.
97. Ceodes grandis (R. Br.) D. Q. Lu
98. Boerhavia diffusa L.
99. Boerhavia glabrata Blume
100. Boerhavia tetrandra G. Forst.
101. Barringtonia asiatica (L.) Kurz
102. Planchonella duclitan (Blanco) Bakh. f.
103. Manilkara littoralis (Kurz) Dubard
104. [[Enicostema axillare subsp. littorale
105. Ochrosia oppositifolia (Lam.) K. Schum.
106. Asclepias curassavica L.
107. Morinda citrifolia L.
108. Oldenlandia corymbosa L.
109. Guettarda speciosa L.
110. Scoparia dulcis L.
111. Vitex trifolia subsp. trifolia L.
112. Premna serratifolia L.
113. Volkameria inermis L.
114. Striga angustifolia (D. Don) C. J. Saldanha
115. Stachytarpheta jamaicensis (L.) Vahl
116. Phyla nodiflora (L.) Greene
117. Asystasia gangetica (L.) T. Anderson
118. Dicliptera ciliata Decne.
119. Ipomoea pes-caprae subsp. brasiliensis
120. Ipomoea violacea L.
121. Solanum americanum Mill.
122. Physalis lagascae Roem. & Schult.
123. Heliotropium velutinum (Sm.) Govaerts
124. Cordia subcordata Lam.
125. Hippobroma longiflora (L.) G. Don
126. Scaevola taccada (Gaertn.) Roxb.
127. Cyanthillium cinereum (L.) H. Rob.
128. Sonchus oleraceus L.
129. Emilia sonchifolia (L.) DC. ex Wight
130. Erigeron bonariensis L.
131. Tridax procumbens L.
132. Chromolaena odorata (L.) R. M. King & H. Rob.
133. Eleutheranthera ruderalis (Sw.) Sch. Bip.
134. Synedrella nodiflora (L.) Gaertn.
135. Wollastonia biflora (L.) DC.

## Vansjske poveznice
|  | Zajednički poslužitelj ima još gradiva o temi Kokosovi otoci |